# Unione Sportiva Peloro
L'Unione Sportiva Peloro fu una società polisportiva italiana con sede a Messina, attiva soprattutto nel calcio. Il primo sodalizio con questo nome venne fondato nel 1906 e successivamente altre tre volte (1919, 1939 e 1944). Partecipò a tornei nazionali e regionali, e dopo lo scioglimento dell'Associazione Calcio Messina avvenuto nel 1940 divenne la prima compagine cittadina, sotto la denominazione Unione Sportiva Tenente Mario Passamonte (1941-43), che militò in Serie C nella stagione 1942-43. Cessò di esistere nel 1945, allorché si fuse con altre società cittadine per dare luogo alla fondazione dell'Associazione Sportiva Messina.

## Storia

### Le origini (1906-1908)
L'Unione Sportiva Peloro venne fondata nel 1906 a Messina su iniziativa di alcuni fuoriusciti del Messina Football Club, prima storica società calcistica fondata nella città dello Stretto.
L'attività agonistica della Peloro fu di natura episodica e si interruppe bruscamente a causa del violento terremoto di Messina del 1908, pertanto il club venne sciolto.

### La rifondazione e l'approdo ai tornei federali (1919-1940)
Nel 1919, soci del Circolo Sportivo Cesare Battisti assieme ad alcuni abitanti del rione Portalegni, diedero vita ad una nuova Unione Sportiva Peloro. Tra i soci fondatori figurarono tra gli altri, Pietro Marino, nipote del cassiere del sodalizio esistito nel decennio precedente, e un giovanissimo Giovanni Celeste, che nella Peloro giocherà nel ruolo di portiere e poi di mediano, e della quale ne fu capitano. La ricostituita Peloro, oltre che nel calcio, fu attiva anche in altre discipline sportive, quali l'atletica, il podismo ed il ciclismo, e partecipò a vari tornei regionali. Fino al 1922, la Peloro disputò soltanto partite amichevoli e tornei locali.
Il primo torneo federale a cui la Peloro prese parte fu nel girone siciliano della Seconda Divisione nella stagione 1922-23. In detta categoria, la squadra militò per tre stagioni, ottenendo due secondi posti. La frammentarietà delle informazioni relative ai campionati del periodo non permette di conoscere alcuna notizia relativa alla Peloro nel 1926. Le stagioni 1926-27 e 1927-28 vennero giocate sempre in Seconda Divisione, da quegli anni terzo livello nazionale e non più secondo, ancora organizzato su base regionale.
Nella stagione 1930-31, la Peloro vinse il proprio girone regionale del campionato di Seconda Divisione e approdò in Prima Divisione. La formazione messinese militò consecutivamente in Terza Serie tra le stagioni 1931-32 e 1933-34. In quel periodo vestirono la maglia della Peloro giocatori come Luigi Cevenini e Carmelo Buonocore. Nel 1934, la società fu sciolta dalle autorità perché accusata di svolgere attività antifascista. Cinque anni più tardi, nel 1939, su sollecito di alcuni suoi ex giocatori, la società venne ricostituita come Associazione Calcio Peloro, che nel 1940 divenne Unione Sportiva Peloro 1906 e disputò altre due stagioni in Prima Divisione, che era stata declassata a competizione di quarto livello.

### L'Unione Sportiva Tenente Mario Passamonte (1941-1943)
Nato a Messina il 14 marzo 1916, fu calciatore della Peloro nel ruolo di attaccante dalla stagione 1931-32 alla stagione 1933-34. Intraprese la carriera militare ed entrò nel Regio Esercito dove ebbe il grado di tenente di fanteria di complemento. Dopo l'ingresso dell'Italia nella Seconda Guerra Mondiale, fu inviato in Africa Orientale Italiana, dove fu al comando della XXXI-bis compagnia del battaglione coloniale. Passamonte perse la vita il 26 gennaio 1941 nei pressi di Adi Remoz, in Eritrea, nel tentativo di resistere con la sua squadra all'avanzata delle truppe britanniche provenienti dal Sudan, nel contesto della Battaglia di Agordat. Con decreto presidenziale 3 maggio 1957 ebbe conferita post-mortem la Medaglia d'argento al Valor Militare. Sono intitolate a Passamonte una strada di Messina nel quartiere Regina Elena e una scuola primaria della città.
Dopo lo scioglimento dell'Associazione Calcio Messina avvenuto nel 1940 e che militava nel girone H di Serie C, la Peloro divenne la prima squadra di calcio cittadina. Il 7 aprile 1941, la società messinese cambiò denominazione in Unione Sportiva Tenente Mario Passamonte, in memoria di un suo ex giocatore morto in guerra in quel periodo.
La Passamonte concluse la stagione 1940-41 vincendo il girone B della Prima Divisione Sicilia, ottenendo così la promozione in Serie C. Esclusa dal campionato per la stagione 1941-42, fu però ammessa per la stagione successiva, nel 1942-43, e inserita nel girone N della Serie C, si piazzò al quinto posto in classifica con 12 punti. A conclusione del torneo, la Passamonte si fuse con altre società di calcio cittadine per dar vita all'Associazione Calcio Messina, che però ebbe breve durata a causa degli eventi bellici dell'epoca.

### La terza rifondazione (1944-1945)
Il fallito progetto di un nuovo sodalizio calcistico del Messina portò alla nascita di nuove realtà calcistiche cittadine, le quali dopo l'occupazione alleata della Sicilia disputarono un torneo denominato Campionato messinese, che verrà vinto dalla Liberi Provinciale. Nel 1944, furono ricostituite sia l'Unione Sportiva Passamonte che l'Unione Sportiva Peloro, e poco tempo dopo le due società procedettero alla fusione con la seconda che assorbì la prima. La nuova Peloro, presieduta dal ragionier Salvatore Saya e allenata da Giuseppe Celeste - fratello maggiore di Giovanni e già allenatore dell'omonima squadra del primo dopoguerra - prese parte al Campionato siciliano 1944-45 organizzato dalla Federazione Siciliana degli Sports, inserita nel girone B. La formazione messinese si piazzò terza nel suo girone alle spalle del Palermo e del Corda Fratres Termini, e non riuscì ad accedere alle semifinali.
Nonostante la continuità sportiva con la Passamonte, ultima squadra della città di Messina a disputare un campionato di livello nazionale prima della sospensione a causa della guerra, la Peloro fu esclusa dalla Serie C per la stagione 1945-46. Per le suddette ragioni, i dirigenti della Peloro si accordarono con quelli dell'Unione Sportiva Arsenale per una fusione tra i due sodalizi. Nello stesso periodo, era stata ricostituita anche la Passamonte, la quale, inizialmente esclusa anch'essa dalla Serie C, ne ottenne successivamente l'ammissione prendendo il posto lasciato libero dalla Elefante Catania che aveva fatto la fusione con la Catanese. I dirigenti di Peloro e Arsenale convinsero quelli della Passamonte a fare la fusione per dare vita all'Associazione Sportiva Messina, inserita nel girone F della Serie C.

## Colori e simboli
I colori del primo club della Peloro attivo nel biennio 1906-08 furono il rosso e l'azzurro. Il club rifondato nel 1919 adottò invece quali colori sociali il bianco e nero a scacchi. In diverse occasioni, i giocatori della Peloro indossarono una divisa arancione con colletto a scacchi bianconeri.

## Società

### Denominazioni storiche
| Anni      | Denominazione                            |
| --------- | ---------------------------------------- |
| 1906-1908 | Unione Sportiva Peloro                   |
| 1919-1934 | Unione Sportiva Peloro                   |
| 1939-1940 | Associazione Calcio Peloro               |
| 1940-1941 | Unione Sportiva Peloro 1906              |
| 1941-1943 | Unione Sportiva Tenente Mario Passamonte |
| 1944-1945 | Unione Sportiva Peloro                   |

## Allenatori e presidenti
- 1919-1926  Giuseppe Celeste
- 1926-1927  Umberto Uddo
- 1927-1928  ...
- 1928-1929  Abele Cannistraci
- 1929-1931  ...
- 1931-1932  Clemente Morando
- 1932-1933  Luigi Cevenini
- 1933-1934  Napoli
- 1939-1940  ...
- 1940-1942  Domenico Mazzotta
- 1942-1943  Giovanni Trapani
- 1944-1945  Giuseppe Celeste

- 1919-1923  Schiavone
- 1923-1926  Giovanni Olivieri
- 1926-1927  Rosario Cutrufelli
- 1927-1928  ...
- 1928-1929  Augusto Bette
- 1929-1931  ...
- 1931-1932  Pietro Longo
- 1939-1940  ...
- 1940-1941  Francesco Grosso (commissario straordinario)
- 1941-1942  Carmelo Garofalo
- 1942-1943  Gaetano Terragna (reggente)
- 1944-1945  Salvatore Saya

## Statistiche e record

### Partecipazione ai campionati
| Livello | Categoria              | Partecipazioni | Debutto   | Ultima stagione | Totale |
| ------- | ---------------------- | -------------- | --------- | --------------- | ------ |
| 2º      | Seconda Divisione      | 3              | 1922-1923 | 1924-1925       | 3      |
| 3º      | Seconda Divisione      | 2              | 1926-1927 | 1927-1928       | 7      |
| 3º      | Campionato Meridionale | 1              | 1928-1929 | 1928-1929       | 7      |
| 3º      | Prima Divisione        | 3              | 1931-1932 | 1933-1934       | 7      |
| 3º      | Serie C                | 1              | 1942-1943 | 1942-1943       | 7      |
| 4º      | Seconda Divisione      | 2              | 1929-1930 | 1930-1931       | 4      |
| 4º      | Prima Divisione        | 2              | 1939-1940 | 1940-1941       | 4      |